# Kdo přežije: Palau
Kdo přežije: Palau (v anglickém originále Survivor: Palau) je desátá sezóna televizní reality show Kdo přežije.

## Základní informace
| Počet dní:                        | 39                                     |
| Počet trosečníků:                 | 20                                     |
| Počet kmenů:                      | 2                                      |
| Počet finalistů:                  | 2                                      |
| Tajné imunity:                    | Ne                                     |
| Vítěz:                            | Tom Westman (6-1)                      |
| Lokalita natáčení:                | Koror, Palau                           |
| Země:                             | Palau                                  |
| Natáčení začalo:                  | 27.10.2004                             |
| Natáčení skončilo:                | 04.12.2004                             |
| Vysíláno od:                      | 17.02.2005                             |
| Vysíláno do:                      | 15.05.2005                             |
| Předchozí řada:                   | Kdo přežije: Vanuatu                   |
| Následující řada:                 | Kdo přežije: Guatemala                 |
| Kdo Přežije: Guatemala            | Stephenie LaGrossa, Bobby Jon Drinkard |
| Kdo Přežije: Hrdinové vs. Zloduši | Stephenie LaGrossa, Tom Westman        |

## Volby kmenových rad
|            | Původní kmeny     | Původní kmeny    | Původní kmeny  | Původní kmeny | Původní kmeny     | Původní kmeny | Původní kmeny   | Původní kmeny | Původní kmeny   | Původní kmeny     | Původní kmeny    | Sloučený kmen  | Sloučený kmen   | Sloučený kmen       | Sloučený kmen   | Sloučený kmen   | Sloučený kmen  | Sloučený kmen | Sloučený kmen        | Sloučený kmen        |
| ---------- | ----------------- | ---------------- | -------------- | ------------- | ----------------- | ------------- | --------------- | ------------- | --------------- | ----------------- | ---------------- | -------------- | --------------- | ------------------- | --------------- | --------------- | -------------- | ------------- | -------------------- | -------------------- |
| Epizoda:   | 1                 | 2                | 3              | 4             | 5                 | 5             | 5               | 6             | 6               | 7                 | 8                | 9              | 10              | 11                  | 12              | 13              | 14             | 14            | Reunion              | Reunion              |
| Vyloučeni: | Jolanda 6/9 hlasů | Ashlee 6/8 hlasů | Jeff 4/7 hlasů | Kim 5/6 hlasů | Willard 8/9 hlasů | remíza        | Angie 3/3 hlasů | remíza        | James 2/2 hlasů | Ibrehem 2/3 hlasů | Bobby Jon souboj | Coby 7/9 hlasů | Janu odstoupila | Stephenie 6/7 hlasů | Gregg 4/6 hlasů | Caryn 4/5 hlasů | Jenn 2/4 hlasů | Ian 1 hlas    | Katie 1/7 hlasů      | Tom 6/7 hlasů        |
| Voter      | Vote              | Vote             | Vote           | Vote          | Vote              | Vote          | Vote            | Vote          | Vote            | Vote              | Vote             | Vote           | Vote            | Vote                | Vote            | Vote            | Vote           | Vote          | Vote                 | Vote                 |
| Tom        |                   |                  |                |               | Willard           |               |                 |               |                 |                   |                  | Coby           |                 | Stephenie           | Gregg           | Caryn           | Ian            | Ian           | volba vítěze porotou | volba vítěze porotou |
| Katie      |                   |                  |                |               | Willard           |               |                 |               |                 |                   |                  | Coby           |                 | Stephenie           | Gregg           | Caryn           | Jenn           |               | volba vítěze porotou | volba vítěze porotou |
| Ian        |                   |                  |                |               | Willard           |               |                 |               |                 |                   |                  | Coby           |                 | Stephenie           | Gregg           | Caryn           | Jenn           |               |                      | Tom                  |
| Jenn       |                   |                  |                |               | Willard           |               |                 |               |                 |                   |                  | Coby           |                 | Stephenie           | Caryn           | Caryn           | Ian            |               |                      | Tom                  |
| Caryn      |                   |                  |                |               | Willard           |               |                 |               |                 |                   |                  | Coby           |                 | Stephenie           | Gregg           | Ian             |                |               |                      | Tom                  |
| Gregg      |                   |                  |                |               | Willard           |               |                 |               |                 |                   |                  | Coby           |                 | Stephenie           | Caryn           |                 |                |               |                      | Tom                  |
| Stephenie  | Jolanda           | Ashlee           | Jeff           | Kim           |                   | Bobby Jon     | Angie           | Ibrehem       | James           | Ibrehem           | (vítěz)          | Coby           |                 | Caryn               |                 |                 |                |               |                      | Tom                  |
| Janu       |                   |                  |                |               | Willard           |               |                 |               |                 |                   |                  | Stephenie      |                 |                     |                 |                 |                |               |                      | Tom                  |
| Coby       |                   |                  |                |               | Willard           |               |                 |               |                 |                   |                  | Janu           |                 |                     |                 |                 |                |               | Katie                |                      |
| Bobby Jon  | Angie             | Ashlee           | Kim            | Kim           |                   | Angie         | nevolil         | James         | James           | Ibrehem           | (poražený)       |                |                 |                     |                 |                 |                |               |                      |                      |
| Ibrehem    | Angie             | Kim              | Jeff           | Kim           |                   | James         | Angie           | James         | nevolil         | Stephenie         |                  |                |                 |                     |                 |                 |                |               |                      |                      |
| James      | Jolanda           | Ashlee           | Kim            | Kim           |                   | Angie         | Angie           | Ibrehem       | nevolil         |                   |                  |                |                 |                     |                 |                 |                |               |                      |                      |
| Angie      | Jolanda           | Ashlee           | Jeff           | Kim           |                   | Bobby Jon     | nevolil         |               |                 |                   |                  |                |                 |                     |                 |                 |                |               |                      |                      |
| Willard    |                   |                  |                |               | Katie             |               |                 |               |                 |                   |                  |                |                 |                     |                 |                 |                |               |                      |                      |
| Kim        | Jolanda           | Ashlee           | Jeff           | James         |                   |               |                 |               |                 |                   |                  |                |                 |                     |                 |                 |                |               |                      |                      |
| Jeff       | Jolanda           | Ashlee           | James          |               |                   |               |                 |               |                 |                   |                  |                |                 |                     |                 |                 |                |               |                      |                      |
| Ashlee     | Jolanda           | Jeff             |                |               |                   |               |                 |               |                 |                   |                  |                |                 |                     |                 |                 |                |               |                      |                      |
| Jolanda    | Angie             |                  |                |               |                   |               |                 |               |                 |                   |                  |                |                 |                     |                 |                 |                |               |                      |                      |